# Visita di Mascagni all'esposizione
Visita di Mascagni all'esposizione è un cortometraggio del 1904 diretto da Filoteo Alberini.